# Wojciech Haracz

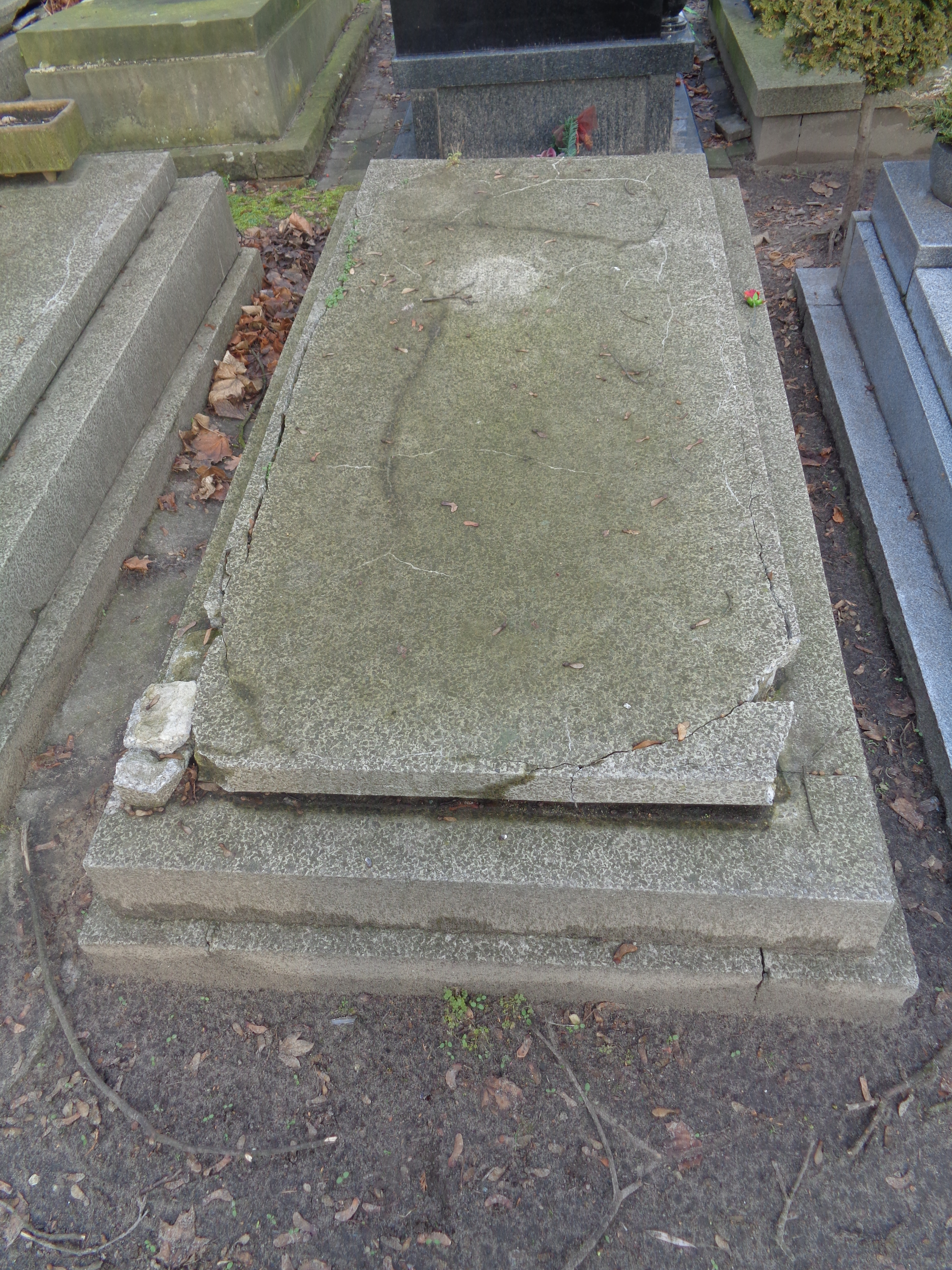
Grób Wojciecha Haracza na Cmentarzu Wojskowym na Powązkach

Wojciech Haracz (ur. 12 kwietnia 1885 w Rudzie k. Ropczyc, zm. 17 lipca 1971 w Warszawie) – działacz socjalistyczny, komunistyczny i polonijny w USA.
Pochodził z biednej rodziny chłopskiej. W dzieciństwie i wczesnej młodości kształcił się w domu rodzinnym, w 1905 skończył dwuletnią szkołę ludową i wstąpił na roczny kurs w Krajowej Szkole Mleczarskiej w Rzeszowie, gdzie wstąpił do PPSD. Skierowany do pracy w spółce mleczarskiej, w 1907 w celu uniknięcia poboru do austriackiej armii wyemigrował do USA i został robotnikiem fabrycznym w Detroit. Studiował wieczorowo na uniwersytecie i uzyskał kwalifikacje kreślarza-konstruktora inżynierii automobilowej. Od 1913 pracował w biurze inżynieryjnym. Działał w Związku Zawodowym Polskim, a od 1909 działał w detroickim oddziale Sekcji Polskiej Socjalistycznej Partii USA. W 1917 brał udział w kampanii na rzecz poparcia rewolucji w Rosji i przeciwko wojnie. W grudniu 1919 wraz z wieloma innymi komunistami został aresztowany na rozkaz ministra sprawiedliwości Alexandra Mitchella Palmera. Po zwolnieniu wrócił do kraju, gdzie od 1920 prowadził gospodarstwo rolne. W 1924 wstąpił do NPCh. W 1928 ponownie wyjechał do USA i do 1932 pracował w biurze inżynieryjnym w Detroit. Później zwolniony z pracy. Działacz i sekretarz Towarzystwa Przyjaźni Sowiecko-Amerykańskiej w Detroit. Od 1932 działacz Rad Bezrobotnych, w których organizował polskich emigrantów. W 1934 wstąpił do Komunistycznej Partii USA, na polecenie której działał w Amerykańsko-Polskiej Sekcji Międzynarodowego Związku Robotniczego (MZR), komunistycznej organizacji samopomocowej i oświatowej obejmującej wszystkie grupy narodowościowe. 1936-1946 krajowy sekretarz Sekcji, później przemianowanej na Stowarzyszenie „Polonia”. Jako agitator objeżdżał z odczytami polskie ośrodki w USA. Z jego udziałem „Polonia” przeprowadziła wiele akcji wśród Polaków, m.in. w 1938 na Sejmie ZNP przegłosowano uchwałę o ubezpieczeniach społecznych. Podczas I wojny światowej organizował lewicę polonii w Ameryce do zwalczania „reakcyjnych” ugrupowań. Nakładem Polskiego Towarzystwa Wydawców w 1944 ogłosił broszurę agitacyjną „Wojna narodów a hitleryzm". Przewodził akcji podjętej przez Stowarzyszenie „Polonia” na rzecz poparcia ZPP, a później władz komunistycznych w Polsce. W 1945 uległ zawałowi, co na pewien czas wyłączyło go z aktywnej działalności. W 1948 w zbiorze „Polonia Almanach” opublikował „Moje wspomnienia”. Gdy w USA zaostrzono politykę wobec komunistów, w 1951 wrócił do kraju, wstąpił do PZPR i pod koniec 1952 został prezesem Zarządu Powiatowego Samopomocy Chłopskiej w Dębicy, w 1953 zrezygnował z pracy z powodu choroby. Działał potem w powiecie węgrowskim. 1953-1956 sekretarz gromadzkiego komitetu PZPR w Budziskach, a od 1954 członek Komitetu Powiatowego PZPR w Węgrowie. Potem przeszedł na rentę dla zasłużonych. Był odznaczony Krzyżem Oficerskim Orderu Odrodzenia Polski. Został pochowany na Cmentarzu Komunalnym na Powązkach (kwatera C31-2-16).